# Gouverneurswahlen in den Vereinigten Staaten 2024
Die Gouverneurswahlen in den Vereinigten Staaten 2024 fanden bei den Wahlen in den Vereinigten Staaten am 5. November 2024 in elf Staaten und zwei Territorien statt. Die letzten Gouverneurswahlen der Staaten fand im Jahr 2020 statt, bis auf New Hampshire und Vermont, wo Gouverneure nur eine Amtszeit von zwei Jahren haben. Dort fanden die letzten Gouverneurswahlen 2022 statt.
Des Weiteren fanden Gouverneurswahlen in Amerikanisch-Samoa und Puerto Rico statt.

## Ausgangslage

Situation vor den Gouverneurswahlen 2024:
Demokratische(r) Amtsinhaber(in) darf nicht erneut antreten bzw. tritt nicht erneut an.
Republikanische(r) Amtsinhaber(in) tritt erneut an
Republikanische(r) Amtsinhaber(in) darf nicht erneut antreten bzw. tritt nicht erneut an.
Amtsinhaber(in) der Partido Nuevo Progresista tritt nicht erneut an
Nur parteilose Kandidaten stehen zur Wahl (Amerikanisch-Samoa)
Keine Gouverneurswahl

### Wahlergebnisse in den Bundesstaaten bei der letzten Gouverneurswahl
| Staat          | Gouverneur     | Partei         | Erstwahl | Letzte Wahl | Status                            | Kandidaten                                   |
| -------------- | -------------- | -------------- | -------- | ----------- | --------------------------------- | -------------------------------------------- |
| Delaware       | John C. Carney | Demokratisch   | 2016     | 59,5 % Dem. | Amtszeitbegrenzt                  | Matt Meyer (D) Mike Ramone (R)               |
| Indiana        | Eric Holcomb   | Republikanisch | 2016     | 56,5 % Rep. | Amtszeitbegrenzt                  | Mike Braun (R) Jennifer McCormick (D)        |
| Missouri       | Mike Parson    | Republikanisch | 2018 (a) | 57,1 % Rep. | Amtszeitbegrenzt                  | Mike Kehoe (R) Crystal Quade (D)             |
| Montana        | Greg Gianforte | Republikanisch | 2020     | 54,4 % Rep. | Wahlberechtigt                    | Greg Gianforte (R) Ryan Busse (D)            |
| New Hampshire  | Chris Sununu   | Republikanisch | 2022     | 57,1 % Rep. | Amtsinhaber tritt nicht erneut an | Kelly Ayotte (R) Joyce Craig (D)             |
| North Carolina | Roy Cooper     | Demokratisch   | 2016     | 51,5 % Dem. | Amtszeitbegrenzt                  | Josh Stein (D) Mark Robinson (R)             |
| North Dakota   | Doug Burgum    | Republikanisch | 2016     | 65,8 % Rep. | Wahlberechtigt                    | Kelly Armstrong (R) Merrill Piepkorn (D)     |
| Utah           | Spencer Cox    | Republikanisch | 2020     | 63,0 % Rep. | Kandidierend                      | Spencer Cox (R) Brian King (D)               |
| Vermont        | Phil Scott     | Republikanisch | 2022     | 71,3 % Rep. | Wahlberechtigt                    | Phil Scott (R) Esther Charlestin (D)         |
| Washington     | Jay Inslee     | Demokratisch   | 2012     | 56,6 % Dem. | Wahlberechtigt                    | Bob Ferguson (D) Dave Reichert (R)           |
| West Virginia  | Jim Justice    | Republikanisch | 2016 (b) | 63,5 % Rep. | Amtszeitbegrenzt                  | Patrick Morrisey (R) Stephen T. Williams (D) |
| Quelle:        |                |                |          |             |                                   |                                              |